# Poesia senza veli
Poesia senza veli è un singolo del cantautore italiano Ultimo, pubblicato il 25 maggio 2018 come secondo estratto dal secondo album in studio Peter Pan.

## Descrizione
Il cantautore descritto il brano in questo modo:
E ha aggiunto:
E ancora:

## Video musicale
Il video musicale, diretto da Emanuele Pisano e sceneggiato da quest'ultimo e Ultimo, è stato pubblicato in concomitanza all'uscita del brano attraverso il canale YouTube della Honiro e mostra il cantautore che ammira e racconta la spontaneità delle relazioni tra due bambini.

## Tracce
Testi e musiche di Niccolò Moriconi.
1. Poesia senza veli – 3:38

## Classifiche
| Classifica (2018) | Posizione massima |
| ----------------- | ----------------- |
| Italia            | 20                |